# Kościół Krzyża Świętego w Siemianowicach Śląskich
Kościół Krzyża Świętego – rzymskokatolicki kościół parafialny parafii Krzyża Świętego położony w Centrum Siemianowic Śląskich, przy ulicy Powstańców. Neogotycka świątynia, powstała według projektu architekta Paula Jackischa, została konsekrowana 23 września 1884 roku. 

## Historia

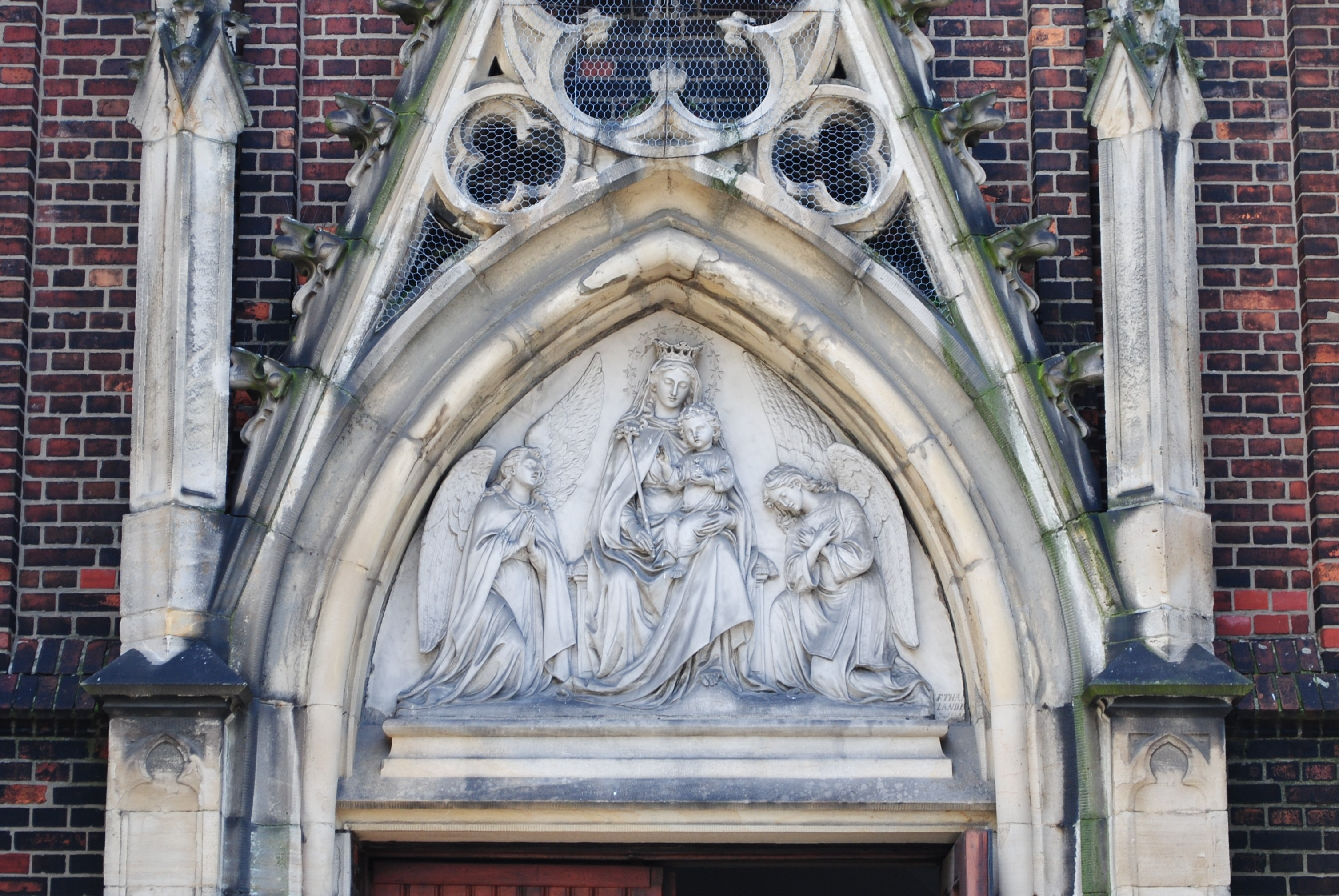
Tympanon nad głównym wejściem w płaskorzeźbą Matki Boskiej z Dzieciątkiem

Od 1822 roku obszar Siemianowic należał do parafii w Michałkowicach, a jedynym obiektem sakralnym była kaplica z 1830 roku urządzona w pałacu Donnersmarcków. Od 24 stycznia 1834 roku można było w niej odprawiać jedną cichą mszę tygodniowo. Ze względu na wzrastającą liczbę ludności Siemianowic, dotychczasowa kaplica była niewystarczająca. W 1866 roku uzyskano decyzję biskupa wrocławskiego na budowę kościoła tymczasowego. Hrabina Wanda von Donnersmarck zakupiła teren pod świątynię. Budowę rozpoczęto 12 czerwca 1867 roku, a uroczyste poświęcenie odbyło się 28 listopada tego samego roku. Kościół ten nosił wezwanie Matki Boskiej, której wizerunek umieszczono na głównym ołtarzu. Kościół ten początkowo był obiektem filialnym parafii michałkowickiej. Jednocześnie gromadzono fundusze na budowę nowego kościoła. W 1881 roku Paul Jackisch przygotował projekt kościoła, a jego budowę ukończono w 1884 roku. 
Uroczystej konsekracji kościoła 23 września 1884 roku dokonał biskup Herman Gleich – sufragan wrocławski. Całkowity koszt budowy wyniósł 360 tys. marek. W tym samym roku rozebrano kościół tymczasowy, a w jego miejscu powstała Kaplica Ogrójca (obecnie kaplica Wieczystej Adoracji). 
W czasie II wojny światowej kościół uległ uszkodzeniom od bomby, która spadła w pobliżu budynku probostwa. Wybuch uszkodził witraże i mury kościoła. Prace remontowe, a także związane z likwidacją skutków szkód górniczych, zakończono w 1950 roku. W wyniku zmian posoborowych z kościoła usunięto znaczną część neogotyckiego wyposażenia, w tym ołtarz główny, ambonę i chrzcielnicę, a potem ołtarze boczne, żyrandole, balaski, ramy Drogi Krzyżowej, rzeźby z filarów nawy głównej, jeden z konfesjonałów, a na końcu polichromie i freski.

## Architektura i wyposażenie
Jest to świątynia wybudowana w 1884 roku w stylu neogotyckim według projektu architekta Paula Jackischa. Wyposażenie wykonane zostało przez najlepsze w tym czasie firmy: ołtarze zostały wykonane przez Buhla z Wrocławia. Organy zostały zamówione w firmie Schlag & Söhne z Świdnicy. Droga Krzyżowa i obrazy w ołtarzu głównym zostały wykonane przez malarza Fahnrota z Wrocławia, który namalował również obrazy znajdujące się w ołtarzach bocznych: św. Barbary i św. Józefa. Prace malarskie zostały wykonane przez malarza Stolpera z Nysy. Na filarach nawy głównej świątyni zostały umieszczone drewniane, polichromowane rzeźby, na których są przedstawione wizerunki świętych. Ambona ozdobiona rzeźbionymi wizerunkami czterech ewangelistów została wykonana przez Lusta z Wrocławia. Na wieży świątyni zostały zawieszone trzy dzwony. Do dziś zachowały się tylko niektóre fragmenty bogatego wyposażenia świątyni, z kolei freski zostały całkowicie zamalowane.

Wnętrze kościoła Krzyża Świętego
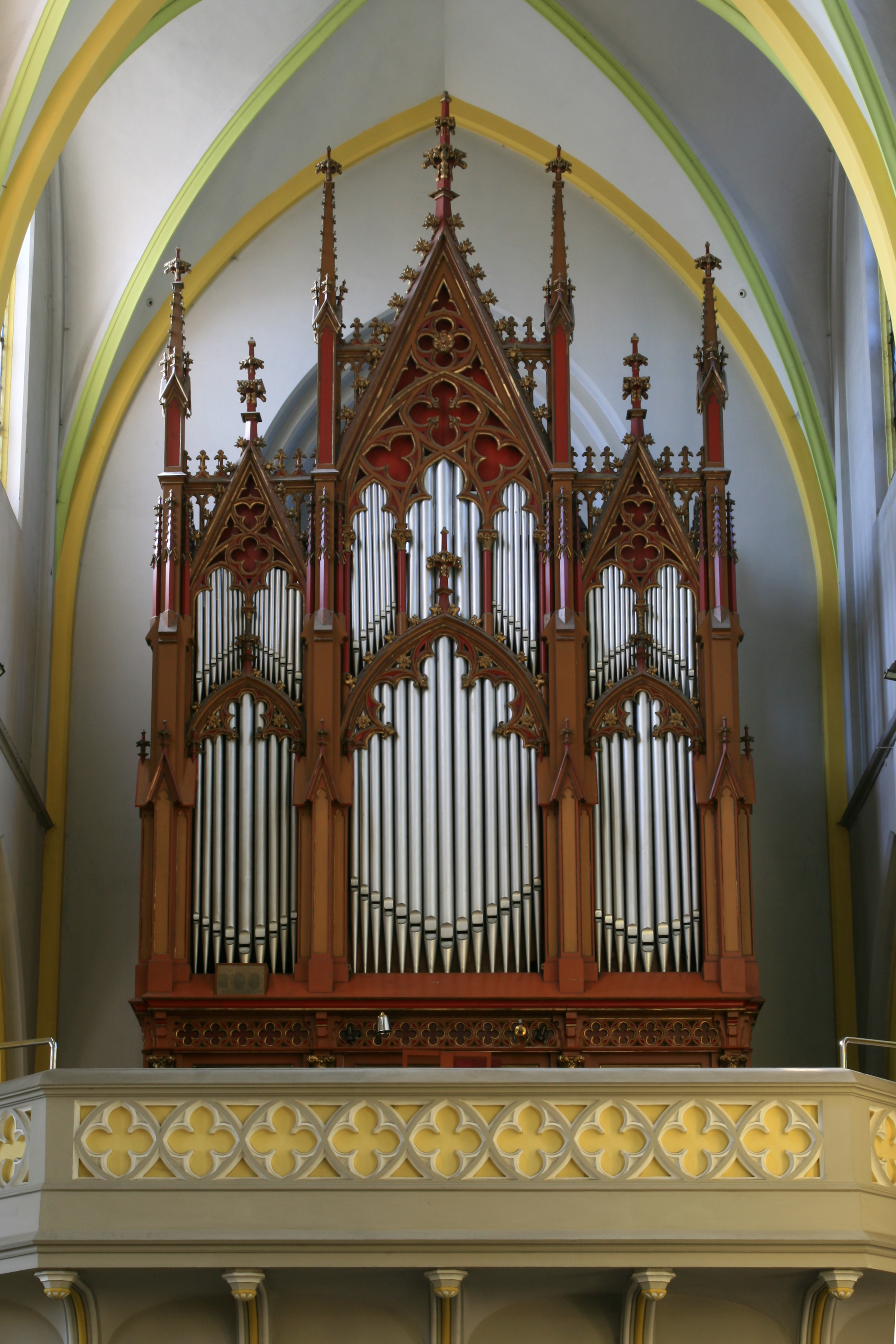
Organy
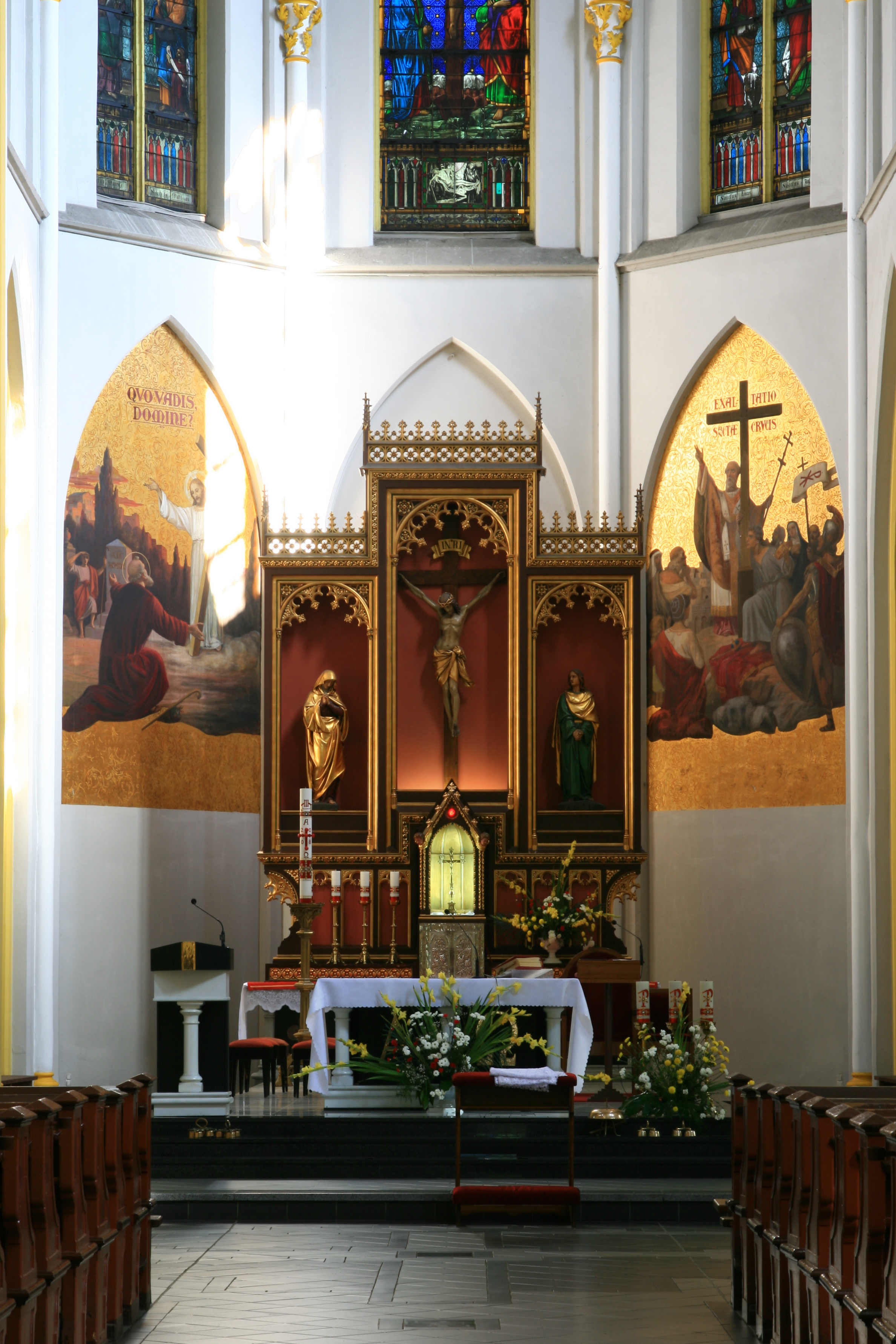
Ołtarz główny
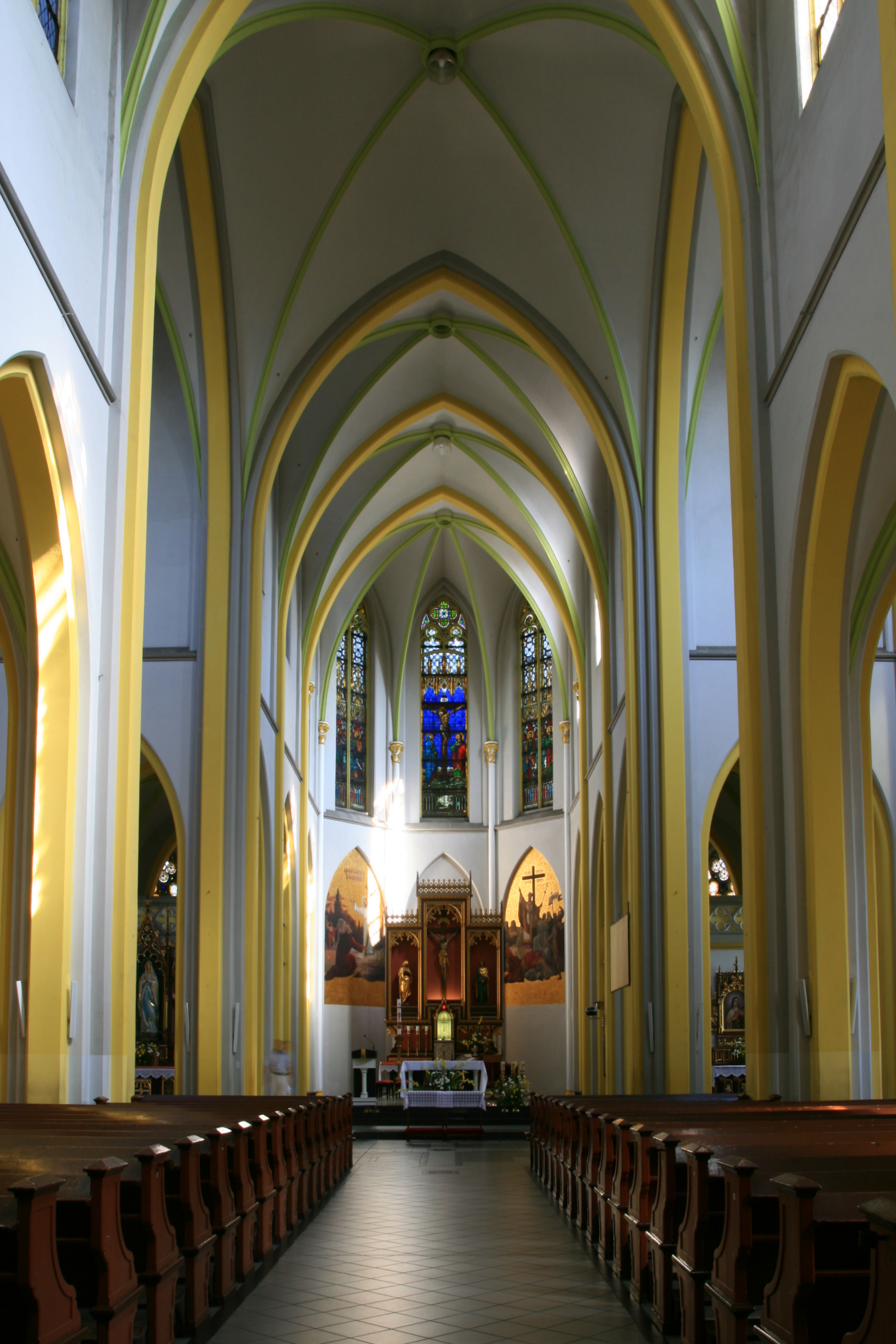
Nawa główna